# ديفيد لاندو
ديفيد لاندو (بالإنجليزية: David Landau)‏ هو ممثل أمريكي، ولد في 9 مارس 1879 بفيلادلفيا في الولايات المتحدة، وتوفي في 20 سبتمبر 1935 في الولايات المتحدة.

## أعمال

### أفلام
- (1931) أروسميث
- (1932) أنا طريد العدالة ومن سلسلة عصابات
- (1933) أساءت التصرف معه

## وصلات خارجية
- ديفيد لاندو على موقع IMDb (الإنجليزية)
- ديفيد لاندو على موقع ألو سيني (الفرنسية)
- ديفيد لاندو على موقع أول موفي (الإنجليزية)
- ديفيد لاندو على موقع قاعدة بيانات برودواي على الإنترنت (الإنجليزية)
- ديفيد لاندو على موقع قاعدة بيانات الأفلام السويدية (السويدية)
- ديفيد لاندو على موقع إن إن دي بي (الإنجليزية)
- ديفيد لاندو على موقع قاعدة بيانات الفيلم (الإنجليزية)
- ديفيد لاندو على موقع كينوبويسك (الروسية)